# NGC 5385
NGC 5385 est un regroupement d'étoiles située dans la constellation de la Petite Ourse. L'astronome britannique John Herschel a enregistré la position de regroupement le 5 mai 1831.